# 아이토르 오시오
아이토르 오시오는 스페인의 전 축구 선수이다. 그는 1995년 'CD Aurrera de Vitoria' 입단으로 데뷔하였다.